# Ултиматум
Ултиматум (лат. „последњи”) представља захтев чије се испуњење очекује у одређеном временском року и претњу у случају да се тај захтев не испуни. Ултиматум је обично последњи у низу захтева, те је временски рок за његово испуњење често кратак и подразумева да страна која поставља ултиматум није отворена за даље преговоре. Претња којом је ултиматум поткрепљен зависи од природе самог ултиматума и од других фактора.
Термин се користи у дипломатији да означи последње захтеве једне стране у преговорима за решавање било каквог спора. Неке од претњи у дипломатским ултиматумима су: медијација, арбитража, репресалије, мировна блокада или рат.